# Ziyad ibn Abi Sufyan
Ziyad ibn Abi Sufyan (arabe : زياد بن أبيه) également connu sous le nom de Abu al-Mughira Ziyad ibn Abihi, né vers 623 et mort le 23 août 673, est un administrateur et homme d'État des califats successifs des Rashidun et des Omeyyades au milieu du VIIe siècle. Il est gouverneur de Bassora de 665 à 670 et finalement premier gouverneur d'Irak et vice-roi du califat oriental entre 670 et sa mort.
La parenté de Ziyad est obscure, mais il est élevé parmi les Banu Thaqif à Ta'if, près de la Mecque. Il est initialement employé par le premier gouverneur de la ville, Utba ibn Ghazwan al-Mazini, et est conservé comme scribe ou secrétaire par ses successeurs. D'abord nommé gouverneur de Fars par le calife Ali, il devient ensuite gouverneur de Bassora par le calife Mu'awiya I. Il établit fermement le pouvoir arabe et recommence les conquêtes dans le Khorasan, en y déplaçant 50 000 soldats arabes et leurs familles d'Irak et en envoyant des forces expéditionnaires contre la Bactriane, Balkh et le Quhistan.
Ziyad meurt près de Koufa en 673, ses fils Ubayd Allah, Abd al-Rahman, Salm, Abbad et Yazid occupent des postes de gouverneurs ou de vice-gouverneurs d'Irak, du Khorasan et du Sistan.

## Biographie

### Origines
Ziyad est probablement né à Ta'if en 622 ou 623/24. Sa parenté précise est obscure, d'où son nom fréquent dans les sources comme Ziyād ibn Abīhi (« Ziyad fils de son père ») .
Il est le fils illégitime d'un certain Sumayya, son père étant inconnu. Les origines de Sumayya sont également obscures. Les historiens du IXe siècle, al-Baladhuri et Awana ibn al-Hakam, rapportent tous deux qu'elle est une esclave vivant à Kashkar, bien que le premier affirme qu'elle appartient à un membre des Banu Yashkur, une branche de la tribu arabe des Banu Bakr, et le second déclare qu'elle appartient à un dehqan persan (magnat propriétaire foncier).
Dans le récit d'al-Baladhuri, le propriétaire du Yashkuri de Sumayya s'est lancé dans le pèlerinage du Hajj à La Mecque cherchant à guérir sa maladie et est soigné à Ta'if par al-Harith ibn Kalada, un médecin du clan Thaqif résidant dans la ville ; en récompense de ses services, Ibn Kalada reçoit Sumayya. Dans le récit d'Awana, Sumayya est donnée à Ibn Kalada par le dehqan persan après l'avoir soigné. Quoi qu'il en soit, elle est finalement donnée à Ubayd, un esclave grec ou syrien appartenant à l'épouse d'Ibn Kalada. Bien que Ziyad fasse allusion à son origine persane dans un poème, sa famille a affirmé que Sumayya n'est pas une esclave, mais la fille d'un certain al-A'war du clan Zayd Manat de la tribu arabe des Banu Tamim.

## Début de carrière à Bassora
Sous le règne du calife Abou Bakr, Ziyad se convertit à l'Islam, ce qui « lui a ouvert le monde », selon l'historien Julius Wellhausen. Il devient plus tard l'un des premiers colons de la ville de garnison arabe de Bassora . Avant la fondation de la ville en 638, les troupes musulmanes combattant sur le front irakien utilisaient comme camp militaire le village perse en ruine sur le site. Ziyad y est arrivé avec les fils d'Ibn Kalada, Nafi et Abu Bakra Nufay. La famille de ce dernier a acquis une certaine prééminence dans la ville, y ayant acquis de grandes propriétés foncières. Le beau-frère d'Abou Bakra, Utba ibn Ghazwan al-Mazini, établit le camp initial à Bassora en 635 et est le fondateur et le premier gouverneur de la ville .
Les compétences administratives de Ziyad deviennent évidentes dès son adolescence et Utba le charge de tâches mineures dans le dīwān (bureaucratie) de Basran pendant le règne du calife Omar. En 635, Utba le charge de distribuer aux troupes arabes le butin de guerre provenant de la prise d'al-Ubulla (Apologos), une ville située immédiatement à l'est de Bassora . Selon l'historien moderne Isaac Hasson, Ziyad « se distinguait comme un secrétaire intelligent et ouvert d'esprit, dévoué à son maître et au service public... il montrait une aptitude inhabituelle pour la comptabilité et a une excellente maîtrise de l'art épistolaire ».
Ses compétences et sa nomination par le gouverneur militaire de Bassora, Abu Musa al-Ash'ari, comme son remplaçant intérimaire alors qu'il est en campagne militaire ont attiré l'attention du calife Omar. Il emmène Ziyad à Médine, le centre de l'État musulman naissant, où il teste encore plus ses compétences ; la performance de Ziyad lui vaut une récompense de 1 000 dirhams d'argent de la part d'Omar, qu'il utilise pour acheter la liberté de sa mère ou de son beau-père Ubayd. Peu de temps après son retour à Bassora, Ziyad est nommé kātib (scribe ou secrétaire) d'Utba.
Après la mort d'Utba, Ziyad continue son service en tant que kātib sous ses successeurs Abu Musa al-Ash'ari et al-Mughira ibn Shu'ba, un membre du Thaqif qui devient le mentor de Ziyad   . Lorsque al-Mughira est rappelé par Omar à Médine en 638 en raison d'accusations d'adultère portées par trois accusateurs, dont Abu Bakra Nufay et un certain Shibl ibn Ma'bad al-Bajali, tous deux demi-frères maternels de Ziyad, Ziyad est également rappelé pour donner son propre témoignage. Sa déclaration est partiale en faveur d'al-Mughira et, par conséquent, les accusations ont été abandonnées et les accusateurs ont été fouettés. Sous le règne du calife Uthman, Ziyad a servi le calife nommé à Bassora, Abd Allah ibn Amir.
Le successeur d'Othman, Ali nomme Abd Allah ibn Abbas gouverneur de Bassora et confie à Ziyad la collecte du kharāj (impôt foncier) de la province et la supervision du trésor . Selon Hasson, « l'appréciation d'Ali pour les talents de Ziyad est si grande » qu'il demande à Ibn Abbas de tenir compte des conseils de Ziyad. Lorsque Ibn Abbas quitte Bassora en 657 pour accompagner Ali à la bataille de Siffin contre le gouverneur de Syrie, Mu'awiya ibn Abi Sufyan, il laisse Ziyad comme gouverneur par intérim. Durant cette période, il réprime un soulèvement des Banu Tamim, une faction tribale militaire majeure de la ville, avec l'aide cruciale d'une autre faction basrane, l'Azd.
Après le retour d'Ali de Siffin, son représentant dans le district de Fars, Sahl ibn Hunayf, est évincé par ses habitants, après quoi il envoya Ziyad. Les habitants de Fars sont satisfaits du leadership de Ziyad et il a pu collecter le kharāj du district. Il reste à Fars jusqu'à la fin du règne d'Ali, qui prend fin avec l'assassinat du calife en 661 et la fondation du califat omeyyade sous Mu'awiya. Par la suite, il reste cantonné dans une forteresse à proximité d'Istakhr. Parmi les personnes nommées par Ali, c'est lui qui a résisté le plus longtemps à la reconnaissance du califat de Mu'awiya . L'agent de Mu'awiya, Busr ibn Abi Artat, fait pression sur Ziyad en capturant et en menaçant de tuer trois de ses fils à Bassora . Le demi-frère de Ziyad, Abu Bakra, intercède auprès de Mu'awiya et les fils de Ziyad sont libérés. Il se rend finalement au règne de Mu'awiya en 662/63 après l'intercession d'al-Mughira, que Mu'awiya a nommé gouverneur de Kufa, l'autre principale ville de garnison arabe d'Irak . Dans l'accord conclu, les revenus du Fars dus au trésor califal sont partagés entre Ziyad et al-Mughira, ce que Mu'awiya ignora. Ziyad s'est installé à Kufa et a maintenu des liens intimes avec al-Mughira et sa famille.

### Gouverneur de Bassora

Carte de la ville médiévale de Bassora, montrant les divisions de la ville en cinq selon les factions tribales arabes : Abd al-Qays, Tamim, Ahl al-Aliya, Bakr et Azd.

Mu'awiya reconnait Ziyad comme un fils de son père Abu Sufyan. La motion est initiée lorsque Ziyad a demandé des éclaircissements au calife au sujet des rumeurs sur la paternité biologique d'Abu Sufyan. Selon Wellhausen, Mu'awiya aurait convoqué Ziyad à Damas et l'aurait reconnu comme son demi-frère paternel, « afin de le lier ainsi absolument à lui-même et à sa famille ». La décision est considérée comme scandaleuse par la famille régnante des Omeyyades. Le fils de Mu'awiya, Yazid, et des membres d'autres branches du clan, à savoir la famille élargie de Marwan ibn al-Hakam à Médine et Abd Allah ibn Amir, le gouverneur de Bassora, ont protesté ou menacé de prendre des mesures contre la décision. Ibn Amir et les Marwanides sont réduits au silence à la suite de menaces de force ou de pots-de-vin. Les relations de Yazid avec Ziyad sont restées tendues et des vers poétiques satiriques sur l'événement ont été diffusés par le frère de Marwan, Abd al-Rahman. Les érudits musulmans ont généralement considéré cet épisode comme l'une des actions les plus déshonorantes de Mu'awiya.

Se rendant compte que Ziyad « a à la fois les capacités et les relations locales très importantes pour être son bras droit à Bassora », Mu'awiya le nomme gouverneur de la province. Il entre en fonction en juin ou juillet 665, prononçant un discours inaugural devant la population agitée de Bassora. Selon Hasson, ce discours est « considéré comme un chef-d'œuvre d'éloquence ». Dans son discours, il saute les introductions traditionnelles louant Dieu et bénissant le prophète islamique Mahomet. Le discours est traduit comme suit 
« Vous placez les relations avant la religion, vous excusez et protégez vos criminels, et vous détruisez les lois protectrices sanctifiées par l’Islam. Gardez-vous de rôder pendant la nuit ; je tuerai tous ceux qui seront trouvés la nuit dans les rues. Méfiez-vous des convocations arbitraires de parenté ; je couperai la langue de quiconque élève le cri. Quiconque pousse quelqu'un dans l'eau, qui met le feu à la maison d'autrui, qui pénètre dans une maison, qui ouvre une tombe, celui-là je le punirai. Je rends chaque famille responsable de ceux qui la composent. Je ne punis pas la haine envers moi-même, mais seulement le crime. Beaucoup de ceux qui sont terrifiés par ma venue seront heureux de ma présence, et beaucoup de ceux qui fondent leurs espoirs sur elle seront détrompés. Je vous gouverne avec l'autorité de Dieu et je prends soin de votre entretien avec les richesses de Dieu. De vous j'exige l'obéissance, et vous pouvez exiger de moi la justice. Quoi qu'il en soit, il y a trois choses qui ne me manqueront pas : je serai toujours prêt à écouter n'importe qui ; je vous paierai votre pension en temps voulu, et je ne vous enverrai pas à la guerre trop loin ni ne vous garderai trop longtemps sur le terrain. Ne vous laissez pas emporter par votre haine et votre colère contre moi ; vous en souffririez. Je vois bien des têtes chanceler ; que chacun veille à ce que la sienne reste sur ses épaules ! »
Un certain nombre de mesures punitives similaires à celles citées dans son discours ont été prises par Ziyad au début de son mandat et lui ont largement valu le respect des Basrans. Il établit des niveaux de sécurité sans précédent dans la ville, ses dépendances iraniennes à l'est, c'est-à-dire Fars et Kerman, et le désert d'Arabie au sud. Les Kharijites de Bassora, dont beaucoup sont plus préoccupés par le banditisme que par la politique, se soumirent à son autorité. Sous Ziyad, Bassora a commencé à prendre forme comme une véritable ville islamique. Sous son règne, les briques de terre crue des maisons de la ville ont été remplacées par des briques cuites plus durables et il a construit une mosquée congrégationnelle et un palais résidentiel. Selon les mots de l'historien Charles Pellat, Ziyad, « dans une certaine mesure, [peut] être considéré comme l'artisan de la prospérité de la ville ». Son règne efficace a renforcé la confiance de Mu'awiya en lui. La même année où Ziyad est nommé à Bassora, la province de Bahreïn (Arabie orientale) et sa dépendance, la Yamama (Arabie centrale), sont rattachées au gouvernorat de Ziyad.

### Vice-roi d'Irak et de l'Est
Après la mort d'al-Mughira en 670, Koufa et ses dépendances sont rattachées au gouvernement de Ziyad, faisant de lui le vice-roi pratique de l'Irak et de la moitié orientale du califat . Il est le premier à exercer les fonctions de double gouverneur de Koufa et de Bassora et à partager sa résidence entre les deux villes. En hiver, il restait à Bassora et laissait Amr ibn Hurayth comme son adjoint à Koufa, tandis qu'il résidait à Koufa en été, laissant Samura ibn Jundab comme son adjoint à Bassora. Son emprise forte sur Kufa a marqué un changement par rapport à l'approche non interventionniste d'al-Mughira. Une source de perturbation pour lui à Koufa est l'agitation des Alides, partisans du calife Ali, dirigés par Hujr ibn Adi al-Kindi, qui désapprouvaient le règne des Omeyyades et menèrent les premiers appels ouverts pour que le califat soit détenu par la progéniture d'Ali. Bien qu'al-Mughira ait toléré Hujr, Ziyad a émis un certain nombre d'avertissements sévères pour qu'il cesse sa dissidence ouverte. Il réussit à retourner contre lui la plupart des partisans de Hujr parmi les troupes de Kufan . En 671, il fait arrêter Hujr et treize de ses loyalistes et les envoya à Damas pour y être punis, où six d'entre eux, dont Hujr, sont exécutés à Adra pour leur refus de condamner Ali. L'un des hommes, Abd al-Rahman ibn Hassan al-Anazi, qui est épargné par Mu'awiya, insulta plus tard le calife après avoir refusé son invocation pour condamner Ali et est renvoyé à Ziyad, qui le fait enterrer vivant en guise de punition.
Pour mettre fin au chaos dans les amṣar (garnisons) de Bassora et de Koufa, Ziyad réforma administrativement les deux villes. À partir du règne du calife Omar, leurs garnisons sont constituées de soldats de différentes tribus qui sont regroupés pour la distribution des indemnités militaires. Il y a sept groupes tribaux de ce type à Koufa et à Bassora et à la tête de chaque groupe se trouvait un chef choisi par ses membres qui servait de représentant auprès du gouvernement . Peu à peu, ce système est devenu économiquement inefficace et politiquement turbulent. Il n'y a aucun contrôle sur l'immigration arabe dans les amṣar, ce qui a entraîné une surpopulation et, par conséquent, une concurrence accrue pour des ressources moins abondantes. Ziyad décida alors de former des divisions plus larges en unifiant les clans apparentés et en désignant personnellement leur chef, ce qui aboutit à la réorganisation de Koufa en quartiers et de Bassora en cinquièmes. Cette mesure a permis de mieux contrôler les habitants des deux villes. Ziyad entreprit d'autres réformes à Koufa et à Bassora, notamment la régularisation du paiement ponctuel des allocations, le lancement de programmes de développement agricole, notamment le creusement de canaux, et la frappe de dirhams de style sassanide qui portaient son nom sous le nom de « Ziyad ibn Abi Sufyan ».

### Consolidation du Khorasan

Carte de l'Asie centrale du haut Moyen Âge avec le Khorasan, où Ziyad a installé 50 000 soldats arabes et leurs familles, et Balkh et le Toukharistan, où le général de Ziyad a dirigé des expéditions

L'autorité de Ziyad s'étendait au Khorasan et au Sijistan, les régions les plus orientales du califat qui sont considérées comme des dépendances de la garnison de Bassora. Les conquêtes arabes de ces régions dans les années 640 et 650 s'apparentaient à des raids et n'ont pas fermement établi le pouvoir du califat. De plus, l’instabilité politique des dernières années du califat d’Othman et la première guerre civile musulmane ont vu des révoltes locales qui ont encore affaibli l’autorité arabe. En 655, le prince sassanide Péroz III, soutenu par l'armée du Toukharistan, tenta de réaffirmer la puissance perse. Sous les califes précédents, la vaste région est divisée à titre expérimental en provinces distinctes sous la direction de chefs de tribus arabes. La gouvernance est en grande partie laissée aux princes locaux. Craignant une résurgence perse, qu'une division fragmentaire du Khorasan aurait pu permettre, Ziyad centralisa l'administration de la province dans la petite garnison arabe de Merv.
Pour soulager les pressions fiscales de Bassora, Ziyad recommença les conquêtes musulmanes en Asie centrale . Il a organisé la présence militaire arabe au Khorasan. En 667, il envoya une armée dans la région sous le commandement de son lieutenant général al-Hakam ibn Amr al-Ghifari . Ces derniers conquirent le Bas-Tukharistan et le Gharchistan et traversèrent temporairement la rivière Oxus en Transoxiane, forçant Peroz à se retirer en Chine des Tang. Pendant ce temps, le retrait des soldats morts par Ziyad et l'inscription de nouvelles recrues dans les registres de l'armée irakienne ont conduit au retrait de nombreux membres des tribus des listes de paie. Il envoya 50 000 soldats arabes et leurs familles de Bassora et de Koufa pour s'installer définitivement dans l'oasis de Merv au Khorasan. La réinstallation de ces troupes pourrait avoir été un moyen de « désamorcer des développements potentiellement dangereux » liés à l'afflux de tribus arabes dans les deux villes de garnison, selon l'historien Gerald Hawting. En conséquence, l'oasis de Merv est devenue le foyer de la plus grande concentration de musulmans en dehors du Croissant fertile.
Le successeur d'Al-Hakam, Ghalib ibn Abd Allah al-Laythi, eut moins de succès dans la soumission du Tukharistan et Ziyad envoya un autre de ses lieutenants, Rabi ibn Ziyad al-Harithi, pour écraser les révoltes dans les zones conquises en 670/71 . Rabi a procédé à la capitulation de Balkh, dont les habitants s'étaient révoltés contre la domination arabe, par un traité, puis a détruit l'armée des princes hepthalites au Quhistan. En 673, le fils de Rabbi, Abd Allah, étendit la domination arabe aux rives occidentales de l'Oxus et établit des accords tributaires avec les villes fortifiées d'Amul et de Zamm. Pour consolider les gains territoriaux et fournir la main-d'œuvre pour de nouvelles conquêtes, Ziyad a l'intention de coloniser d'autres parties du Khorasan avec les troupes arabes, initialement concentrées dans l'oasis de Merv. Ils sont finalement répartis entre cinq garnisons régionales sous les successeurs de Ziyad .

## Postérité
Ziyad est décédé dans le village d'al-Thawiyya près de Kufa le 23 août 673 . Il est enterré dans un cimetière qui contenait les tombes de plusieurs Qurayshites et laisse un héritage de 10 000 dirhams d'argent.
Un an après sa mort, Mu'awiya nomme le fils de Ziyad, Ubayd Allah, gouverneur du Khorasan, puis de Bassora. Sous le fils et successeur de Mu'awiya, le calife Yazid Ier, le gouvernement de Koufa est également confié à Ubayd Allah. Les fils de Ziyad, Abd al-Rahman et Salm, sont successivement gouverneurs du Khorasan en 678-680 et 680-683/84 , et deux autres fils, Abbad et Yazid, sont successivement gouverneurs du Sijistan en 673-680/81 et 680/81 . Les Thaqif, qui avaient entretenu des liens étroits avec les Omeyyades depuis l'ère préislamique et avaient joué un rôle essentiel dans la conquête musulmane de l'Irak, ont fourni à la dynastie omeyyade une série de vice-rois en Irak, dont al-Mughira, Ziyad, Ubayd Allah et al-Hajjaj ibn Yusuf, et les sources traditionnelles musulmanes leur consacrent plus d’attention qu’aux califes au nom desquels ils régnaient. Avec son mentor al-Mughira, Ziyad et sa famille faisaient partie de ce que « certains ont dû considérer comme une mafia Thaqafi » contrôlant l'Irak et l'Est, selon Kennedy.
Parmi « les gouverneurs les plus doués de l'ère omeyyade », Ziyad « a une bonne compréhension de sa tâche de gouverneur et a une grande influence sur ses successeurs concernant la conception des devoirs des dirigeants », selon Hasson. Selon Kennedy, l'installation de troupes arabes irakiennes au Khorasan par Ziyad a « des conséquences extrêmement importantes pour l'histoire islamique » puisque les descendants de ces colons, connus sous le nom d'ahl Khurāsān, ont finalement détruit le califat omeyyade dans le cadre de l'armée abbasside en 750. L'exécution de Hujr et de ses six partisans, qui sont tous des hommes éminents à part entière, a également provoqué un profond ressentiment parmi leurs proches de Kufan. L'incident servirait de signe avant-coureur à de futurs soulèvements pro-Alid. La mort de Hujr a représenté la première exécution politique de l’histoire islamique, et lui et ses compagnons sont considérés comme des martyrs par les chiites. Ziyad aurait ordonné des actes cruels contre certains partisans alides, notamment des crucifixions.
L'intérêt pour la biographie de Ziyad est apparu très tôt parmi les historiens musulmans traditionnels, avec des travaux écrits à son sujet par Abu Mikhnaf (mort en 774), Hisham ibn al-Kalbi (mort en 819) et Abd al-Aziz ibn Yahya al-Jaludi (mort en 943). Il est considéré comme un orateur hautement qualifié parmi les Arabes, avec son discours inaugural et des fragments d'autres discours et dictons cités dans la littérature islamique et la rhétorique, les polémiques et l'histoire arabes. Il est compté aux côtés de Mu'awiya, al-Mughira et Amr ibn al-As, le conquérant et gouverneur d'Égypte, comme l'un des quatre duhāt (c'est-à-dire « rusés ») parmi les hommes d'État arabes de son époque. Selon l'historien syrien médiéval Ibn Asakir (mort en 1176), Ziyad a une connaissance approfondie du Coran, de ses principes et de la jurisprudence islamique. Un historien médiéval basran, Muhammad ibn Imran al-Abdi, a rapporté que Ziyad respectait et aimait écouter les hadiths concernant Omar et proclamait à leur sujet : « C'est la vérité que nous entendons ! C'est la sunna ! » . Ziyad est crédité par un certain nombre de sources pour avoir transmis des paroles du prophète islamique Mahomet par l'intermédiaire d'Omar en tant que transmetteur original. En 777, les autorités abbassides dépouillèrent les descendants de Ziyad de leur statut de membres officiels des Quraysh (la tribu à laquelle appartenaient les Omeyyades et les Abbassides) dans les listes de dīwān, qui leur donnaient droit à des pensions relativement élevées, et les déclarèrent membres de Thaqif, dont les membres sont moins bien payés. Plus tard, ils sont réintégrés comme Qurayshites grâce à la corruption de fonctionnaires du gouvernement.

## Famille
Ziyad a de nombreuses épouses et ummahat awlad (femmes esclaves qui portaient des enfants ; singulier umm walad). Il a vingt fils et vingt-trois filles, dont la plupart sont des enfants de la communauté awlad. De sa première épouse, Mu'adha bint Sakhr de la tribu Banu Uqayl, Ziyad a quatre fils, dont Muhammad et Abd al-Rahman, qui ont respectivement épousé les filles du calife Mu'awiya I et le frère de ce dernier, Utba. Ses autres épouses arabes sont Lubaba bint Awf al-Harashiyya, la fille d'un noble de Bassora, dont le frère Zurara est un éminent juriste musulman et un temps qadi (juge en chef islamique) de Bassora au nom de Ziyad ; une fille anonyme d'al-Qa'qa'ibn Ma'bad ibn Zurara, un chef du clan Darim de la tribu Banu Tamim à qui l'on attribue le mérite d'avoir dirigé la première délégation de sa tribu auprès du prophète islamique Mahomet ; une fille anonyme de Muhajir ibn Hakim ibn Taliq ibn Sufyan, un descendant de la cinquième génération de l'ancêtre du clan omeyyade Umayya ibn Abd Shams ; et une femme anonyme de la tribu Khuza'a. Ziyad a également été marié pendant un certain temps à une princesse perse sassanide, Marjana (ou Manjana), qui a donné naissance à son fils Ubayd Allah ; elle s'est remariée plus tard avec un commandant persan de Ziyad appelé Shiruyah al-Uswari.
La fille de Ziyad, Ramla, est l'épouse du prince omeyyade Umayya, fils du vice-gouverneur de la province de Fars ou de son district d'Ardashir-Khurrah et plus tard du vice-gouverneur de Koufa, Abdallah ibn Khalid ibn Asid, qui dirigea les prières funéraires de Ziyad et est gouverneur de Koufa jusqu'en 675. Ziyad a successivement nommé Umayya au poste de vice-gouverneur du Khuzistan et d'al-Ubulla. La fille de Ziyad, Sakhra, est mariée à un noble du clan Qurayshite Makhzum, Ubaydallah ibn Abd al-Rahman ibn al-Harith, arrière-petit-fils de Hisham ibn al-Mughira.